# Taranis rhytismeis
Taranis rhytismeis é uma espécie de gastrópode do gênero Taranis, pertencente a família Raphitomidae.